# Kurt Dütschke
Kurt Dütschke (* 15. Oktober 1892 in Aurich; † 21. Mai 1955) war ein deutscher Admiralarzt der Kriegsmarine.

## Leben
Kurt Dütschke trat im August 1914 in die Kaiserliche Marine ein und wurde am 13. Juli 1916 Marine-Feldhilfsarzt. Bis September 1914 war er im Festungslazarett Wilhelmshaven, kam dann bis Ende des Jahres zur Marine-Sanitäts-Kompanie 1 und bis Januar 1915 zum Marine-Infanterie-Regiment Nr. 1. Anschließend wechselte er bis Oktober 1915 die Kommandierungen (bis März 1915 Marine-Kriegslazarett 1, bis August 1915 Marine-Feldartillerie-Abteilung, bis Oktober 1915 Marine-Kriegslazarett 2). Es folgte bis Juli 1916 sein Einsatz beim 1. Schweres Korps-Artillerie-Regiment. Für einen Monat war er wieder im Festungslazarett Wilhelmshaven, gibt dann bis November 1917 auf die Rheinland und bis Kriegsende auf die Königsberg.
Nach dem Krieg wurde er in die Reichsmarine übernommen und hier am 1. April 1921 Marine-Oberassistenzarzt und dann am 1. Juni 1922 Marine-Stabsarzt. Am 1. April 1929 zum Marineoberstabsarzt befördert, war er 1931 Oberarzt an der Marineschule Flensburg-Mürwik und zugleich an der Torpedo- und Nachrichtenschule und Chefarzt am Marinelazarett Flensburg-Mürwik. Am 1. Oktober 1934 wurde er Geschwaderarzt. Von Juni 1936 bis Dezember 1939 war er als Flottenarzt Chefarzt des Marinelazaretts Kiel-Wik.
Von 18. Dezember 1939 bis 20. Dezember 1940 war er Leitender Sanitätsoffizier beim Flottenkommando (Nachfolger Flottenarzt Hans-Releff Riege) und ab 10. Juli 1940 zeitgleich mit der Wahrnehmung der Geschäfte des Stationsarztes und des Chefs des Sanitätsamtes Ost bei der Marinestation der Ostsee betraut. Zum 21. Dezember 1940 übernahm er die Ämter hauptamtlich und wurde in dieser Position am 1. Februar 1941 zum Admiralarzt befördert. Am 31. Januar 1944 gab er das Kommando an Heinrich Nöldeke ab. Anschließend übernahm er im Februar 1944 als Nachfolger von Admiralarzt Wilhelm Brahms bis kurz vor Kriegsende das Marinelazarett Bedburg-Hau.